# Sigfrido Fontanelli
Sigfrido Fontanelli (* 1. Oktober 1947 in Montelupo Fiorentino; † 20. Februar 2004 in Lastra a Signa) war ein italienischer Radrennfahrer.

## Sportliche Laufbahn
Fontanelli war im Straßenradsport aktiv. Als Amateur gewann er 1968 den Giro del Lazio in dieser Klasse. Von 1969 bis 1978 war er Berufsfahrer, er begann als Radprofi im Radsportteam Molteni. 1974 gewann Fontanelli eine Etappe bei Tirreno–Adriatico, 1975 im Critérium du Dauphiné und 1976 im Giro d’Italia.
Zweiter wurde er 1974 im Giro della Romagna hinter Franco Bitossi, im Gran Premio Cemab und Gran Premio Camaiore. 1973 war er im Giro delle Marche erfolgreich.
Dritte Plätz holte er im Giro di Puglia und im Giro della Toscana 1974 sowie Giro del Veneto 1976. Fontanelli bestritt alle Grand Tours.
Fontanelli starb am 20. Februar 2004 bei einem Autounfall in der Gemeinde Lastra a Signa zwischen Ginestra Fiorentina und Montelupo.

## Grand-Tour-Platzierungen
| Grand Tour            | 1969 | 1970 | 1971 | 1972 | 1973 | 1974 | 1975 | 1976 | 1977 |
| --------------------- | ---- | ---- | ---- | ---- | ---- | ---- | ---- | ---- | ---- |
| Vuelta a EspañaVuelta | –    | –    | –    | DNF  | –    | –    | –    | 45   | DNF  |
| Giro d’ItaliaGiro     | –    | 51   | DNF  | –    | 68   | 57   | –    | –    | 58   |
| Tour de FranceTour    | DNF  | –    | –    | –    | –    | –    | 43   | –    | –    |